# Valerij Popentjenko
Valerij Vladimirovitj Popentjenko (ryska: Валерий Владимирович Попенченко), född 26 augusti 1937 i Moskva, död 15 februari 1975 i Moskva, var en sovjetisk boxare.
Popentjenko blev olympisk mästare i mellanvikt i boxning vid sommarspelen 1964 i Tokyo.